# Grow Old With Me
"Grow Old With Me", es una canción escrita y compuesta por el músico británico John Lennon, que forma parte de su álbum póstumo Milk and Honey de 1984. Ésta es considerada la última grabación que el músico realizó antes de su muerte.
Tras su trágico asesinato en diciembre de 1980, la canción quedó inconclusa, sin llegarse a grabar en un estudio de una forma preliminar o definitiva. 
La versión original conocida proviene de un demo en una grabación casera monofónica, registrada en el edificio Dakota, en noviembre de 1980.  
También se consideró como un posible sencillo de reunión por sus excompañeros de banda durante el rodaje de The Beatles Anthology . 
Desde su lanzamiento, la canción se ha convertido en un elemento básico en las ceremonias de boda, a pesar de que nunca fue publicada oficialmente como un sencillo.

## Orígenes e inspiración
La canción fue inspirada a partir de dos fuentes distintas:  un poema escrito por Robert Browning titulado "Rabbi Ben Ezra" y una canción escrita por Ono, llamada "Let Me Count the Ways" (que a su vez se había inspirado en un poema de Elizabeth Barrett Browning).
Lennon y Ono habían admirado la poesía de Robert y Elizabeth Browning durante algún tiempo, y las dos canciones fueron escritas deliberadamente con la pareja en la mente.
Ono se despertó una mañana en el verano de 1980 con la música de "Let Me Count the Ways" en la cabeza y rápidamente llamó a Lennon en las Bermudas (donde se encontraba de vacaciones por siete semanas, entre junio y julio), y la tocó para él. A Lennon le encantó la canción y Ono a continuación le sugirió que escribiera una pieza de Robert Browning para acompañarla. 
Lennon ordenó una colección de los poemas del escritor inglés para que fueran enviados a las Bermudas. La pareja tenía la idea de vestirse como dos poetas en la portada de Double Fantasy; aparentemente Lennon y Ono creían que eran las reencarnaciones de ellos.
Esa tarde, John estaba viendo la televisión cuando vio una película en la que tenía el poema "Rabbi Ben Ezra", de Robert Browning en ella. Inspirados por este giro de los acontecimientos, Lennon escribió "Grow Old With Me", como una respuesta a la canción de Ono, y la llamó de  nuevo para tocarla con ella por teléfono.

## Grabación
Las dos nuevas canciones, "Grow Old With Me" y "Let Me Count the Ways", fueron inicialmente destinadas para su inclusión en el álbum Double Fantasy.
Sin embargo, Lennon y Ono estaban trabajando en un plazo muy corto para sacar el álbum terminado y publicarlo antes de la Navidad de 1980, y ambos decidieron aplazar la grabación de la canción hasta el año siguiente (1981) para el siguiente álbum, Milk and Honey . No obstante, esto nunca sucedió debido al asesinato de Lennon en diciembre de 1980.
Sin haber estado totalmente terminada y grabada la canción, Lennon y Ono la habían concebido como un "estándar, del tipo que se tocaba en la iglesia cada vez que se casa una pareja, con cornos y otros arreglos". Fueron hechas algunas tomes caseras diferentes en casete por Lennon y Ono y una de estas versiones (la de mejor calidad) fue incluida en Milk and Honey. Algunas de esas grabaciones fueron sustraídas y perdidas, según aseguró Yoko en una entrevista.
La grabación lanzada (muy rudimentaria y de un sonido monofónico) se realizó  en el dormitorio de la pareja con un piano y una programación de caja de ritmos, siendo la última versión conocida que hiciera de ese tema de John Lennon. Se escucha en primer plano la voz de él, y de forma casi imperceptible, la de Yoko.
A pesar de su limitada calidad de audio, fue lo suficientemente satisfactoria como para ser considerada para ese álbum, a excepción de las restantes tres grabaciones caseras inéditas.
En 1998, a petición de Ono, George Martin creó una versión orquestada de la grabación, que fue lanzado en el box set de John Lennon Anthology.
En 2009,  salió a la luz una versión acústica y un arreglo para piano alternativa que ahora circulan entre los coleccionistas de Lennon.

## Intento de versión deThe Beatles
En 1994, Yoko le dio a Paul McCartney unos casetes que contenían grabaciones caseras de demos de cuatro de las canciones sin terminar de John Lennon: "Grow Old With Me", "Free as a Bird ", "Real Love" y "Now and Then".  Esta última, aunque se trabajó brevemente con ella en el estudio, se terminó por descartar por la pobre calidad de su sonido. Sin embargo en el año 2023 logró terminarse gracias a la tecnología actual.
Los tres Beatles restantes (Paul McCartney , George Harrison y Ringo Starr) hicieron intento de trabajar en "Grow Old With Me" de una manera similar a como lo hicieron  con los otras canciones de "reunión" de  The Beatles; sin embargo, sólo  "Free as a Bird" y "Real Love" fueron las únicas terminadas e incluidas en el proyecto.
Se vieron obligados a abandonar la edición en "Grow Old With Me", porque el demo original de Lennon requería mucho trabajo para ponerlo a la altura necesaria para un lanzamiento oficial.  No existen, sin embargo, otras versiones grabadas  de "Grow Old With Me" realizadas por ellos.

## Otras versiones
- Peter Randall , un músico canadiense, fue el primer artista conocido por grabar una versión de la canción, cuando grabó y lo lanzó en su álbum de 1990, Better Times . El video recibió alguna circulación en el canal canadiense de videos musicales, Much Music en su  segmento de amor titulado Mush Music.

- Mary Chapin Carpenter grabó una versión de "Grow Old With Me" en el álbum de 1995 Working Class Hero: A Tribute to John Lennon. Esta versión sobre todo se mantiene fiel a la grabación casera original de Lennon, presentando sólo a Mary cantando junto con un piano durante la mayor parte de la canción.

- Damian Wilson grabó una versión de su EP de 2001, que comparte su título con la canción y fue incorporada a su álbum Disciple.

- En 2005, el grupo estadounidense de música electrónica The Postal Service lanzó una cubierta de inspirada en la canción a través de la campaña de Amnistía Internacional "Make Some Noise" de Amnistía Internacional.  La canción fue lanzada más adelante en el álbum de beneficencia de 2007, "Instant Karma: The Campaign to Save Darfur".

- En 2008, Glen Campbell lanzó una versión en estilo country en su álbum Meet Glen Campbell.

- En 2019, su excompañero de banda Ringo Starr lanzó a manera de homenaje a Lennon un sencillo de esta canción como parte de su álbum  What's My Name, en la que además participó el también ex-beatle Paul McCartney tocando el bajo y en los coros. Al respecto de esta breve reunión Beatle, Starr detalló al semanario británico  NME:

“Quería que Paul tocara en él, y dijo que sí. Luego vino, tocó el bajo y canta un poco conmigo. Entonces John está en esto de alguna manera. También estamos Paul y yo. No es un truco publicitario. Esto es justo lo que quería. Y las cuerdas que Jack arregló para esta canción, si realmente escuchas, hacen una línea de ‘Here Comes The Sun’. Entonces, en cierto modo, somos nosotros cuatro”.